# 中村祐美子
中村 祐美子（なかむら ゆみこ、1989年4月15日 - ）は、日本のファッションモデル、タレント、女優。松竹芸能所属。

## 経歴
東京都出身。早稲田大学政治経済学部卒業。
2013年にa-nationで開催された「Super Model Award」でグランプリを獲得し、参加12か国の中で「世界一のモデル」に選出された。
映画「夜を越える旅」（2022年）では物語の鍵を握る女性、小夜を演じた。同作はSKIPシティ国際Dシネマ映画祭2021で観客賞と優秀作品賞を受賞した。

## 出演

### 映画
- 源氏物語 -千年の謎-（2011年）[1]
- あなたがここにいるだけで むなかた三姉妹物語（2017年）
- 種まく旅人〜華蓮のかがやき〜（2019年）
- クローゼット（2020年）
- さんかく窓の外側は夜（2021年）
- ホムンクルス（2021年）
- 夜を越える旅（2022年）[4][6]
- 断捨離パラダイス（2023年）

### テレビドラマ
- 必殺仕事人2018（テレビ朝日）
- 赤かぶ検事奮戦記（TBS） - 山本有紀 役
- あなたがここにいるだけで（RKB） - 天本希梨 役
- 池波正太郎時代劇（BSジャパン）
- 闇金ウシジマくん外伝 闇金サイハラさん 第4話（2022年10月11日、MBS）- ママ・美華子 役
- 少年のアビス（MBS）
- 今夜すきやきだよ（テレビ朝日）

### その他テレビ番組
- 志村軒（フジテレビ）
- 女たちの中国（日本テレビ）
- 人生が変わる1分間の深イイ話（日本テレビ）
- 1924（フジテレビ） - レギュラー
- 12人の怒れる才色兼備（フジテレビ） - レギュラー
- トラの湯（サンテレビ） - 木下隆行（TKO）・狩野恵輔とリポーターを担当
- ごりやくさん（KBS京都） - 「第5回鹿島神宮」旅人（2019年10月）[7]
- 日テレ「スッキリ」
- フジテレビ「プライムニュース」

### CM
- ESPRIQUE
- L'OCCITANE
- ENEOS

### 広告
- FASIO
- LEXUS
- サッポロ
- 資生堂
- auクライミング
- 大鵬薬品工業
- DAYTONA

### 雑誌
- CanCam（小学館）
- MORE（集英社）
- Pretty Style（小学館）
- BikeJIN（エイ出版社）
- Running Style（エイ出版社）
- モト・チャンプ（三栄書房）
- 東京大人のレストランニューオープン（成美堂出版）
- 東京大人のための極上レストラン（saita mook）
- Sea Side Story（産経新聞社）

### ラジオ
- J-WAVE 「J-WAVE TOKYO MORNING RADIO」
- J-WAVE 「J-WAVE YEBISU BEER BEGINNINGS FROM TAKANAWA GATEWAY」
- J-WAVE 「HOLIDAY SPECIAL TOKYO WONDER CIRCLE」
- J-WAVE「ZAPPA」日曜日ナビゲーター

### 受賞歴
- 「Super Model Award」グランプリ
- 「J-WAVE NAVIGATOR AUDITION 2017[8]」グランプリ